# Marquesado de Luz y Paz
El marquesado de Luz y Paz es un título nobiliario español, de carácter hereditario, creado el 24 de junio de 2025 por el rey Felipe VI de España y otorgado a la cantante María Luz Casal Paz, conocida simplemente como Luz Casal.

## Denominación
La denominación de la dignidad nobiliaria hace referencia al nombre y al apellido materno de la primera titular, asociando el título al nombre y apellido de la misma.

## Concesión
Fue creado mediante Real Decreto 514/2025, de 24 de junio, (publicado en el BOE del 25 de junio):

«La música de doña María Luz Casal Paz, cantante de voz inconfundible, convoca a varias generaciones de nuestro país y es reflejo de sus fortalezas y sus vulnerabilidades, de sus miedos y sus anhelos. Nos da además un gran ejemplo de coraje y coherencia personal. Por todo ello, queriendo demostrarle mi Real aprecio,
Vengo en otorgarle el título de Marquesa de Luz y Paz, para sí y sus sucesores, de acuerdo con la legislación nobiliaria española.»
Felipe R.

## Marqueses de Luz y Paz
| Titular                | Titular                | Periodo                |
| Creación por Felipe VI | Creación por Felipe VI | Creación por Felipe VI |
| ---------------------- | ---------------------- | ---------------------- |
| I                      | María Luz Casal Paz    | 2025-actual titular    |

## Historia de los marqueses de Luz y Paz
- María Luz Casal Paz (n. Boimorto, 11 de noviembre de 1958), I marquesa de Luz y Paz, Premio Nacional de las Músicas Actuales.

Casada con el periodista Francisco Pérez-Bryan Muñoz. Sin descendencia.